# نگرونی
نگرونی کوکتلی است که از ترکیب مساوی جین، ورموت روسو (قرمز، نیمه شیرین) و کامپاری ساخته می‌شود که عموماً روی لیوان‌های راکز سرو می‌شود و معمولاً با تکه‌های پرتقال یا پوست پرتقال تزئین می‌شود. 

## روش ساخت

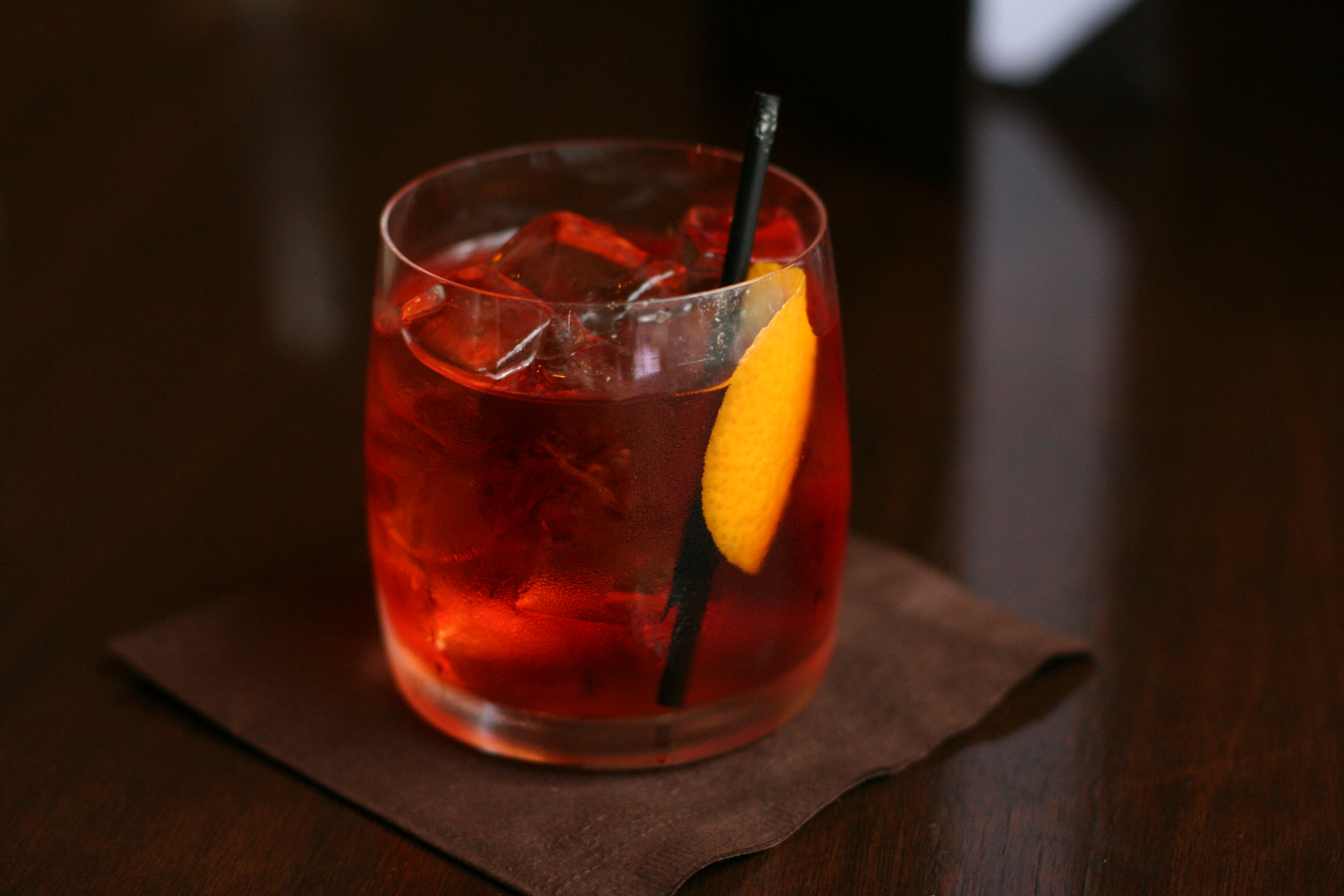
این کوکتل اغلب با پوست پرتقال تزئین می‌شود.

دستورالعمل ساخت فهرست آی‌بی‌ای مشخص کرده است که این کوکتل روی یخ در یک لیوان سنتی ساخته شود و با یک تکه پرتقال تزئین شود.
گاهی از پوست پرتقال (یا پوست لیمو) به جای یک تکه پرتقال (به ویژه در خارج از ایتالیا)، و هم زدن و سپس ریختن روی یخ، و گاهی هم زدن و سرو کردن مستقیم ساخته می‌شود.